# 康運
康運（こううん、生没年不詳）は、平安時代末期から鎌倉時代初期にかけての慶派仏師。法橋（一説に法印とも伝えられる）。運慶の次男とされる。生没年不詳だが、一説には嘉禎2年（1236年）10月卒去と伝えられる。

## 人物
建久9年（1198年）頃、父運慶に従い、兄湛慶ら4人の兄弟で東寺の仁王及び二天像を造立した。次いで承元2年（1208年）の興福寺北円堂諸尊の造顕では法橋の位にあり、四天王のうち増長天像を製作した。また貞応2年（1223年）4月、高山寺に移された地蔵十輪院諸尊中の広目天像を造立した。なお、彼は『高山寺縁起』では定慶と改名し、現在肥後別当定慶がこれにあたると伝えられる。

## 家族
- 父 - 運慶
- 兄弟 - 湛慶、康弁、康勝、運賀、運助。
- 子 - 康円、康定

## 作品
- 笹間延妙寺木造阿弥陀如来立像